# 革命的共产主义者同盟再建协议会
革命的共产主义者同盟再建协议会是日本的一个新左翼组织，简称革共同再建協議会，通称中核派（关西派）。该组织成立于2007年3月，分裂自革命的共产主义者同盟全国委员会（中核派）。该党的意识形态是共产主义、马克思列宁主义、反帝国主义·反斯大林主义。该组织的领导人是塩川三十二。该组织的公开办公点是前进社关西支社。该组织的机关刊物是《未来》（每月发行数次）和《展望 The Perspective》（季刊）。该组织被日本警察厅视为极左暴力集团。